# یارون پارسلانی
یارون پارسلانی (به انگلیسی: Yaron Parselani) مدافع اهل اسرائیل است که از سال ۱۹۸۳ تا ۱۹۸۹ میلادی عضو تیم ملی فوتبال اسرائیل بوده و در ۲۰ بازی ملی حضور داشته‌است.